# Розен, Отто Фёдорович (генерал)
Барон Отто Фёдорович Розен 6-й (1782—1831) — генерал-лейтенант, начальник 2-й уланской дивизии.
Сын барона Фридриха Адольфа Розена, бывшего полковником нидерландской службы; родился в 1782 году, службу начал 6 марта 1797 года рядовым в Ревельском гарнизонном полку, 6 июля того же года был произведён в портупей-прапорщики; в 1798 году получил чины прапорщика (24 марта), подпоручика (21 мая) и поручика (29 ноября).
Переведенный в Тобольский пехотный полк 10 января 1802 года, он 23 июля 1803 года был произведён в штабс-капитаны. В рядах этого полка барон Розен принимал участие в походе против французов в Восточную Пруссию и 24 ноября 1806 года был произведён в капитаны, участвовал в сражениях при Пултуске, Чарново, Ландсберге. За отличие в битве при Прейсиш-Эйлау он был награждён особым золотым знаком на георгиевской ленте. В бою у деревни Ладной 20 февраля 1807 года был ранен в левую руку картечью. 7 ноября 1808 года барон Розен получил чин майора.
14 марта 1811 года барон Розен был переведён в Елисаветградский гусарский полк. В Отечественную войну 1812 года он сражался при Островне, под Витебском (где ранен в левую ногу пулей и за отличие, оказанное в этом сражении, получил Высочайшее благоволение), при Смоленске. В Бородинском сражении Розен со 2-м батальоном своего Елисаветградского гусарского полка атаковал пехоту, поражая пешее неприятельское каре, перед которым была одна неприятельская батарея, а у прикрытия на высотах — другая, под сильными пушечными из ядер и картечи выстрелами, быстро атаковал его, врубился в шеренги и заставил ретироваться, за что и награждён был орденом св. Анны 2-й степени. В сентябре он был в отряде генерал-лейтенанта Дорохова при истреблении французского артиллерийского запасного парка и за разбитие гвардейского отряда награждён был орденом св. Георгия 4-го класса (23 декабря 1812 года, № 1144 по кавалерскому списку Судравского и № 2511 по списку Григоровича — Степанова)
В воздаяние ревностной службы и отличия, оказанного в сражении против французских войск сентября 10 и 11, где, быв посылаем в партии, с успехом оные оканчивал, сжег до 20 неприятельских пушечных ящиков, а 13 числа, по приказанию генерал-майора Дорохова, ударив быстро и храбро на неприятеля во фланг, поражал онаго.
При селе Черишне барон Розен подавал собой пример отличной храбрости подчиненным и несколько раз опрокидывал неприятельских фланкеров, за что награждён был орденом св. Владимира 4-й степени с бантом. При взятии Верейских укреплений и при овладении городом Вереей он был отряжён с двумя эскадронами и с частью пехоты для очищения части фурштата с Боровской дороги, и исполнил это поручение с отличной храбростью, за что 16 ноября 1812 года получил золотую саблю с надписью «За храбрость». Далее он сражался при Малоярославце (за отличие в этом деле получил Высочайшее благоволение), при Вязьме, при занятии Дорогобужа; около Красного, при истреблении неприятельских колонн (за отличие в этом деле вновь получил Высочайшее благоволение), и затем был при преследовании неприятельских войск за границу.
С 1 января 1813 года до заключения в том же году с французами Рейхенбахского перемирия барон Розен участвовал в неоднократных сражениях и за отличие в них получил 30 января 1813 года чин подполковника и уже 25 августа за отличие при Денневице произведён был в полковники. В Битве народов при Лейпциге был сильно контужен в голову от разорвавшейся гранаты и за отличие награждён алмазными знаками ордена св. Анны 2-й степени. С 20 по 30 ноября он участвовал в блокаде Гамбурга и за отличие на аванпостах получил Высочайшее благоволение, а по смене с аванпостов был в марше до Рейна и, переправясь через него, вошёл во Францию.
18 января 1814 года барон Розен был при взятии Суассона, затем сражался при Краоне и Лаоне, за отличие в последнем деле награждён орденом св. Владимира 3-й степени. В марте он был в боях у Реймса и Сент-Дизье, где, командуя четырьмя эскадронами, отличился в самом жестоком сражении, и в беспрерывных неприятельских кавалерийских атаках; за отличие в них он получил от прусского короля орден «Pour le Mérite».
3 сентября 1814 года барон Розен был назначен командиром Елисаветградского гусарского полка. В 1815 году он был в новом походе во Францию, однако к окончательному изгнанию Наполеона не успел и при бывших тогда маневрах у Вертю получил Высочайшее благоволение, а оттуда обратно через Саксонию, Пруссию и Царство Польское вернулся в Россию 17 декабря 1815 года. Елисаветградским полком Розен командовал до 19 марта 1820 года, когда, произведённый в генерал-майоры, был назначен состоять при дивизионном начальнике 1-й конно-егерской дивизии.
Затем барон Розен последовательно был назначаем: командиром 2-й бригады 1-й драгунской дивизии (21 августа 1821 года), командиром 2-й бригады 1-й гусарской дивизии (2 апреля 1822 года), командиром 2-й бригады 2-й уланской дивизии (21 июля 1825 года), командиром 1-й бригады той же дивизии (31 августа 1825 года).
По Высочайшему повелению от 30 января 1826 года, объявленному приказом по Отдельному корпусу военных поселений, назначен командующим 2-й уланской дивизией и 22 августа 1827 года утверждён в этой должности. Во главе этой дивизии барон Розен принял участие в походе против Персии.
Он был в экспедиции с отрядом пехоты и кавалерии под собственным начальством, для преследования Гассан-Хана, в июне он следовал от Эчмиадзина до Нахичевани и оттуда по Тавризской дороге, для открытия неприятеля и осмотра брода через Аракс у селения Джульфы; Розен отличился при рекогносцировке крепости Аббас-Абада и при перестрелке с вышедшей из неё кавалерией, а затем при осаде до сдачи её.
За отличие, оказанное при осаде Аббас-Абада, а в особенности в сражении при Джеван-Булаке, где находившиеся под его начальством полки: Нижегородский драгунский и Серпуховской уланский, опрокинув конницу Аббас-Мирзы, принудили её к бегству со значительным для неприятеля уроном, причём взято два знамени и в числе пленных несколько ханов, Розен был награждён орденом св. Анны 1-й степени при особом именном рескрипте. Затем он сражался под Эриванью, где взял в плен Гассан-Хана и многих других ханов и чиновников. 1 января 1828 года барон Розен был награждён орденом св. Георгия 3-й степени (№ 403 по кавалерским спискам)
За храбрость, оказанную в продолжении войны с персами, а особенно 19 сентября 1827 года при бегстве Сардарь-Абадскаго гарнизона, где атаковал превосходнаго числом неприятеля и, подавая пример отличной храбрости, способствовал разбитию онаго.
В октябре 1827 барон Розен был в походе от Эривани в Тавриз и командовал авангардным отрядом в движении к замку Уджан. В кампании 1828 года он был до обратного в том же году, по заключении мира, перехода войск через Аракс к городу Миану до гор Кафланку.
С 18 февраля по 17 апреля он был командирован в Тегеран к персидскому шаху, где награждён был им орденом Льва и Солнца 1-й степени, драгоценными камнями украшенным; граф Паскевич-Эриванский 28 мая 1828 года объявил ему благодарность за сообщавшиеся им известия во время следования его в Тегеран и об аудиенции его у персидского шаха и за попечение, приложенное к освобождению наших пленных. 22 сентября 1829 года Розен был произведён в генерал-лейтенанты с оставлением в прежней должности.
Блестящая боевая служба барона Розена омрачилась в 1829 году, когда он дважды получил Высочайшие выговоры: первый — по приказу управляющего Главным Штабом по военному поселению (20 сентября) «за нерассмотрение семейных списков о распределении военных поселян при образовании округа Серпуховского уланского полка», а второй — 8 декабря «за невнимание при выборе людей и лошадей в состав Образцового кавалерийского полка».
Командуя дивизией и живя в Чугуеве, он в конце 1831 года, во время занятий за письменным столом, был убит из пистолета бывшим адъютантом своим Таранухиным.
По словам декабриста барона А. Е. Розена, он «отличался храбростью и истинным человеколюбием».
Отто Фёдорович Розен был женат на польке, Екатерине Казимировне урождённой Руцинской, дочери помещика, и имел сыновей Отто и Владислава и дочь Эмилию. Его брат, Роман, был генералом от инфантерии и командовал 2-й гренадерской дивизией. Другой брат, Пётр (1778—1831), действительный статский советник, был одним из руководителей русской военной контрразведки в период Отечественной войны 1812 года.